# Bokermannohyla ravida
A Bokermannohyla ravida a kétéltűek (Amphibia) osztályának békák (Anura) rendjébe és a levelibéka-félék (Hylidae) családjába tartozó faj. A faj korábban a Hyla nemzetségbe tartozott, egy nemrégen történt felülvizsgálat eredményeképpen került át a Bokermannohyla nembe.

## Előfordulása
A faj Brazília endemikus faja, az ország délkeleti részén fekvő Minas Gerais államban él. Természetes élőhelye a párás szavannák, szubtrópusi vagy trópusi párás bozótosok, szubtrópusi vagy trópusi száraz erdők, folyók, folyó menti galériaerdők. A fajt élőhelyének elvesztése fenyegeti.

## Természetvédelem
A faj nem alkalmazkodik jól az emberi tevékenység által okozott zavarokhoz. Elterjedési területe a Reserva Particular do Patrimônio Natural Fazenda Vereda Grande természetvédelmi területre esik.